# Flanagan (Illinois)
Flanagan é uma vila localizada no estado americano de Illinois, no Condado de Livingston.

## Demografia
Segundo o censo americano de 2000, a sua população era de 1083 habitantes.
Em 2006, foi estimada uma população de 1042, um decréscimo de 41 (-3.8%).

## Geografia
De acordo com o United States Census Bureau tem uma área de
1,4 km², dos quais 1,4 km² cobertos por terra e 0,0 km² cobertos por água.

## Localidades na vizinhança
O diagrama seguinte representa as localidades num raio de 20 km ao redor de Flanagan.